# Siloainskriften

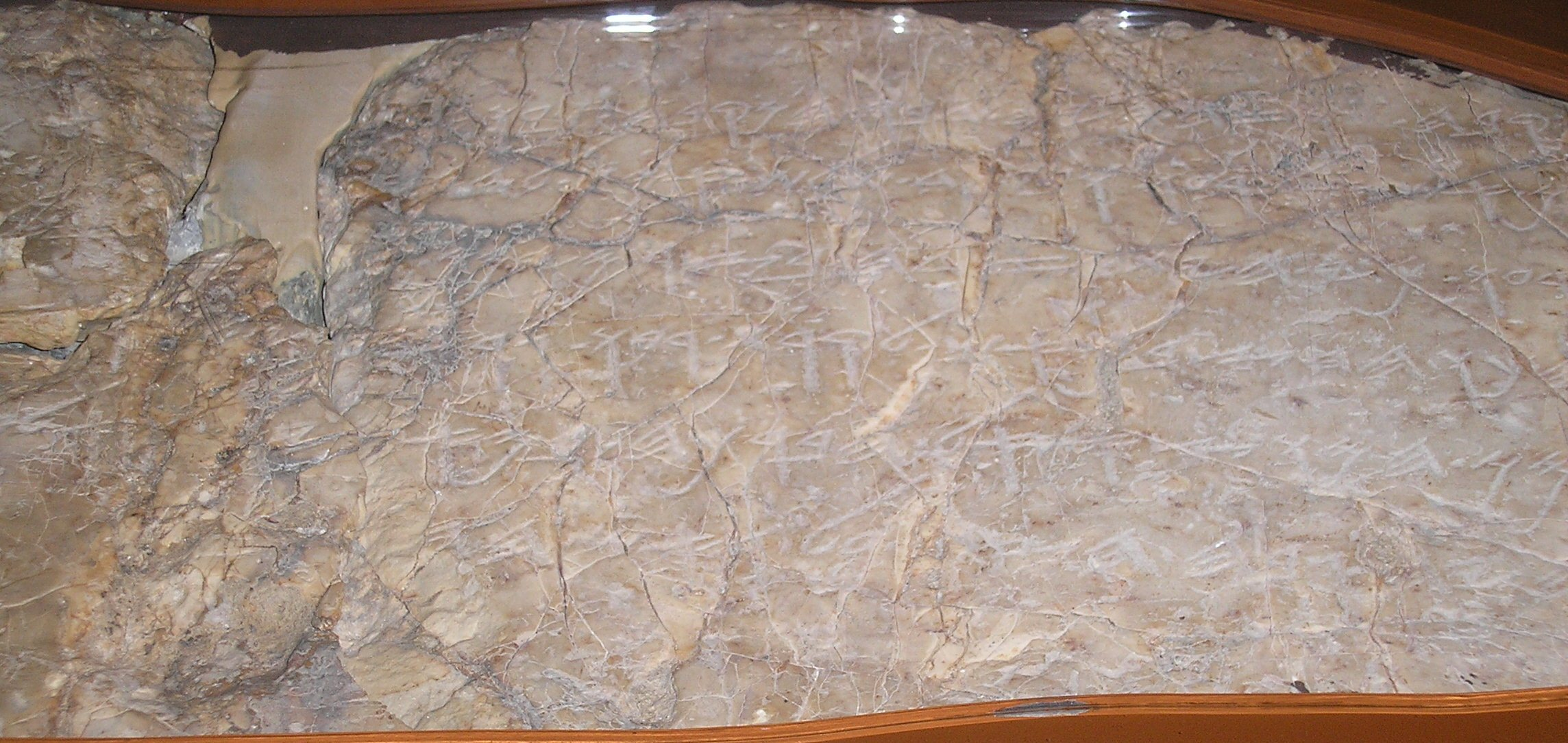
Bild.

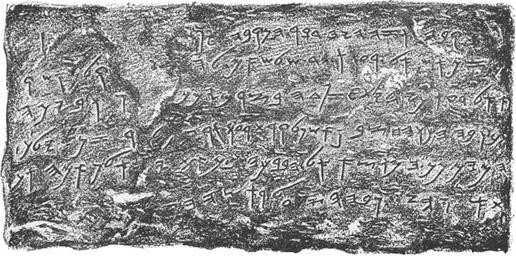
Transkription.

Siloainskriften är en inskrift påträffad 1880 i Siloakanalens mynning.
Den är troligen inhuggen av en av de i tunnelbygget deltagande arbetarna under kung Hiskias tid. Den underjordiska Siloakanalen utmynnade i Siloadammen. Därigenom fördes vatten från den utanför Jerusalems stadsmur på Kidrondalens västra sida belägna Gihon- eller Mariakällan. Inskriften omtalar hur de två från tunnelns båda ändar borrade arbetslagen möttes, och hur vattnet strömmade fram genom den färdiga tunneln.
Den utgör en utanför Gamla testamentet ytterst sällsynt exempel på hebreiskt språk. Den är skriven med gammalhebreisk skrift och är därför av betydelse för kunskapen om det hebreiska alfabetets historia.